# 桑郎河
桑郎河，位于中国贵州省望谟县境内，是西江红水河段左岸支流，发源于望谟县打易镇跑马坪，东南流经乐旺镇、桑郎镇和昂武乡，于昂武乡的昂者注入红水河。河长95千米，平均比降7.3‰，流域面积906平方千米。